# Squamodisc

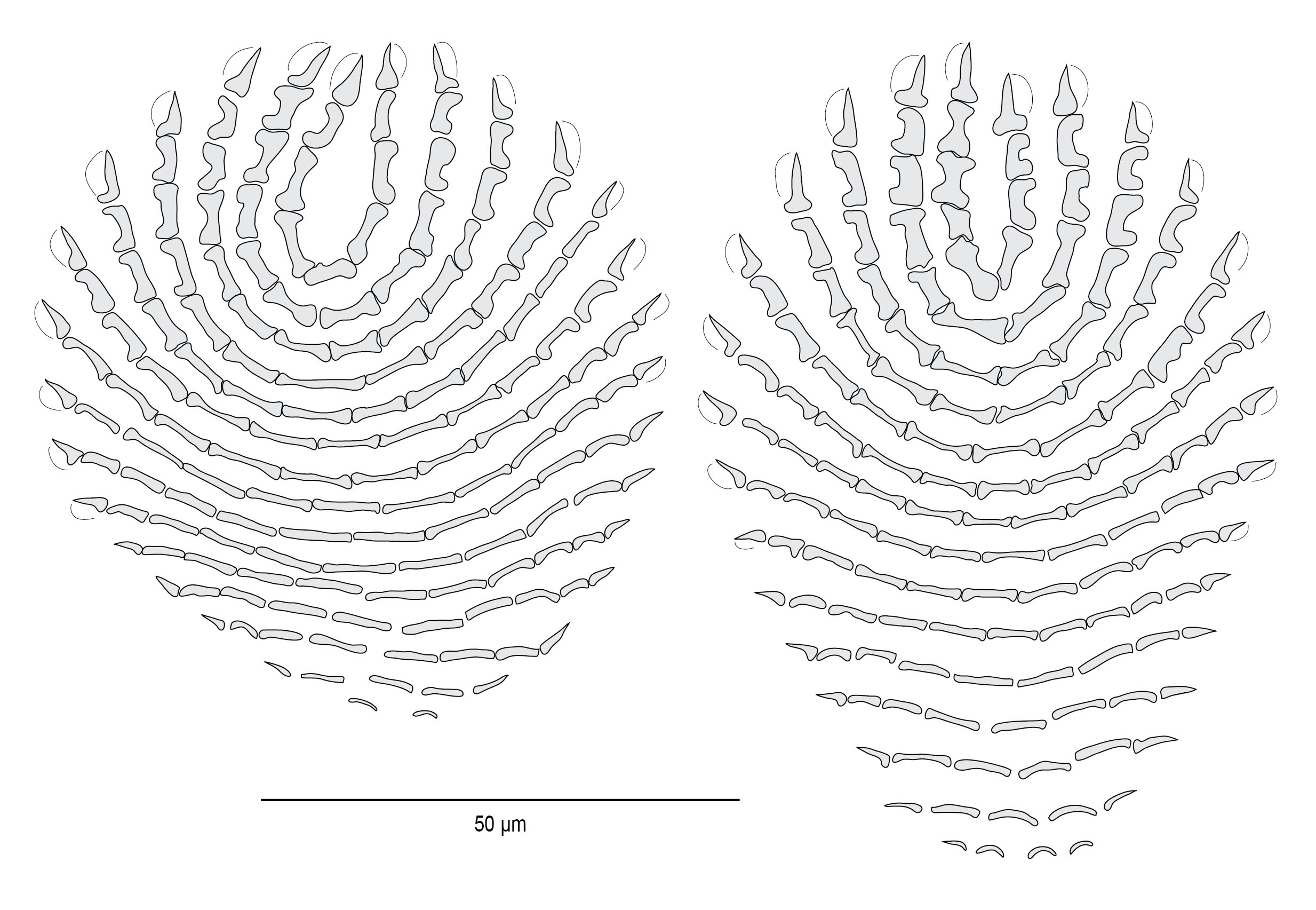
Squamodiscurile lui Pseudorhabdosynochus epinepheli din familia Diplectanidae. În stânga, squamodiscul ventral; în dreapta, cel dorsal.

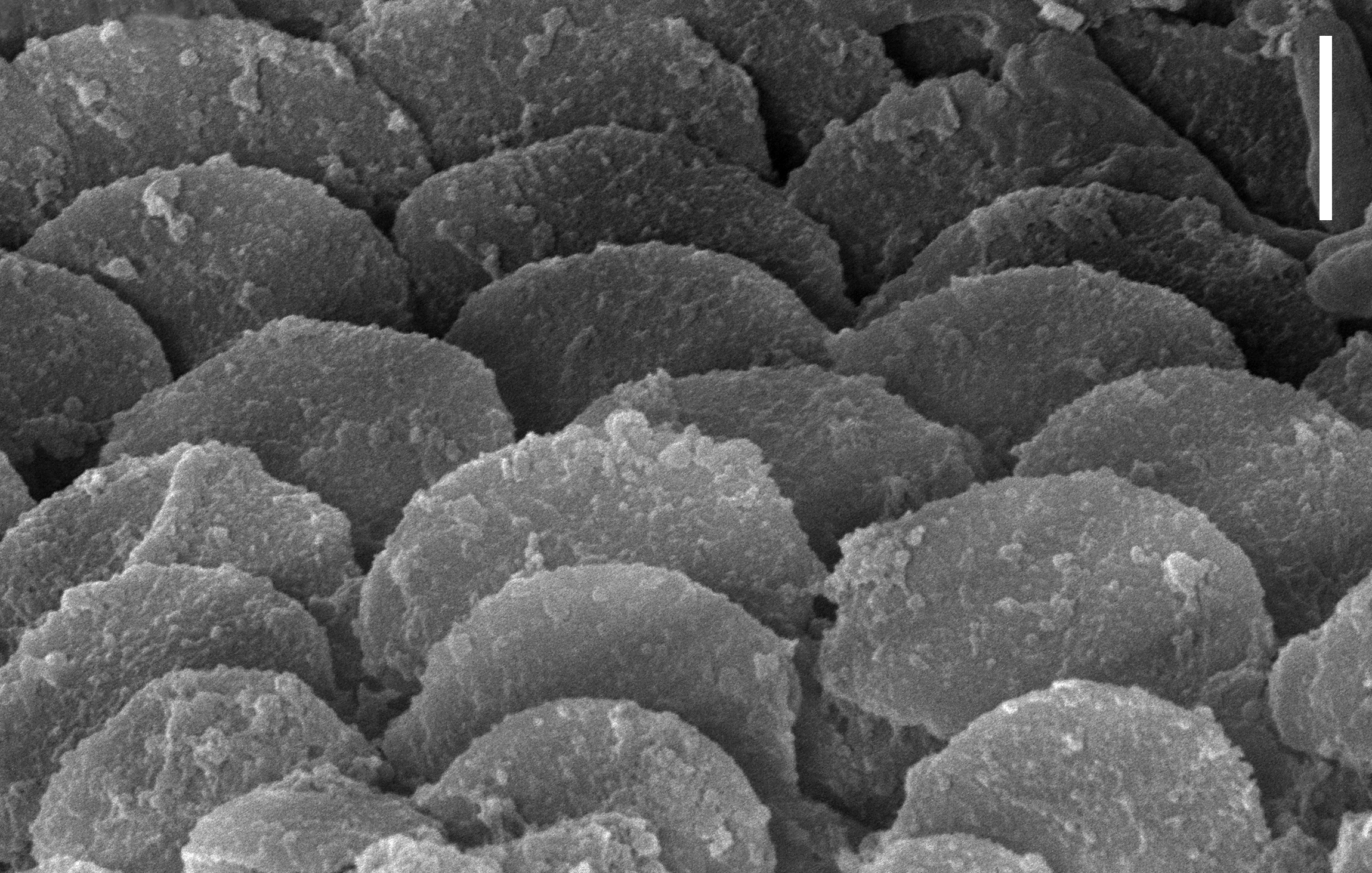
Imagine la microscopul electronic a solzilor din squamodiscul speciei Pseudorhabdosynochus jeanloui din familia Diplectanidae Linia măsoară 2µm.

Squamodiscurile sunt structuri epidermale, găsite la anumiți monogeneeni din familia Diplectanidae. De obicei există două squamodiscuri, unul dorsal și unul ventral, aflate pe haptorul viermelui. Squamodiscurile sunt compuse din solzi încorporați în epidermă, care au aspectul unor mici bare așezate în rânduri.
Conform clasicei lucrări a lui Bîhovski (1967), „membrii familiei Diplectanidae au formațiuni speciale de atașare, în perechi, situate deasupra discului și parțial și pe el, pe părțile dorsale și ventrale, în forma unor mici convexități rotunde echipate cu numeroase […] cârlige mici în formă de spini, sau plăci subțiri filiforme dispuse în rânduri concentrice («squamodisc»)”.
Studii ultrastructurale ale squamodiscurilor au arătat că acestea includ spini încorporați în epidermă și acoperiți de către membrana epidermei exterioare. Spinii sunt alcătuiți dintr-un material destul de dens electronic, cu fibrile mai dense incluse în el.
Genul Squamodiscus Yamaguti, 1934 a fost creat, însă acum este considerat un sinonim al genului Diplectanum Diesing, 1858.
Unii membri ai familiei Diplectanidae, cum ar fi cei din genul Lamellodiscus sau Calydiscoides, prezintă o structură similară compusă însă din lamele, numită lamelodisc.